# كارل فيشر
كارل فيشر (بالألمانية: Karl Wilhelm Fischer) (و. 1800 – 1873 م) هو موسيقي، ومغني، وممثل، وممثل مسرحي، من النمسا، ولد في فيينا، توفي عن عمر يناهز 73 عاماً.